# Castelo de Rochebrune
O Château de Rochebrune é um castelo histórico em Étagnac, Charente, França. Foi construído nos séculos XI e XII. Ele está listado pelo Ministério da Cultura da França desde 24 de junho de 1959.